# Bonifacio Ondó Edu

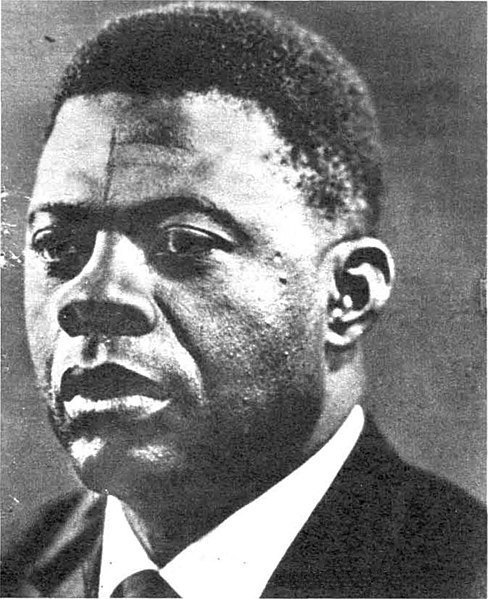
Bonifacio Ondó Edu

Bonifacio Ondó Edú-Aguong  (* 1922 in Evinayong, Spanisch-Guinea; † 5. März 1969 in Malabo, Äquatorialguinea) war Politiker und von 1964 bis 1968 Premierminister von Spanisch-Guinea.

## Leben
Bonifacio Ondó Edu gehörte zur Volksgruppe der Fang. Er gründete die Partei Movimento de Unión Nacional de Guinea Ecuatorial (MUNGE). Am 15. Dezember 1963 wurde er Regierungschef und blieb es, als Spanien seiner Überseeprovinz 1964 die Autonomie gab.
Bei den Wahlen im September 1968 wurde er von seinem Stellvertreter und Rivalen Francisco Macías Nguema im zweiten Wahlgang geschlagen. Mit der Unabhängigkeit des Landes am 12. Oktober 1968 wurde letzterer Präsident von Äquatorialguinea. Bei den gleichzeitig stattfindenden Parlamentswahlen erreichte die MUNGE 10 der 35 Sitze.
Als Macias Nguema seine Macht ausbaute, ging Edu nach Gabun ins Exil und wurde nach seiner Rückkehr wegen „politischer Verbrechen“ inhaftiert. Nach offiziellen Angaben beging er in der Haft Selbstmord, es wurde allerdings Mord vermutet. Dasselbe Schicksal teilten andere in Opposition zum neuen Präsidenten stehende Politiker.